# Ceropegia trichantha
Ceropegia trichantha är en oleanderväxtart som beskrevs av Hemsley. Ceropegia trichantha ingår i släktet Ceropegia och familjen oleanderväxter. Inga underarter finns listade i Catalogue of Life.